# سفارت اسرائیل در مانیل
سفارت اسرائیل در مانیل (به لاتین: Embassy of Israel) یک منطقهٔ مسکونی و نمایندگی سیاسی این کشور در فیلیپین است که در مانیل واقع شده‌است.